# Aktuarie

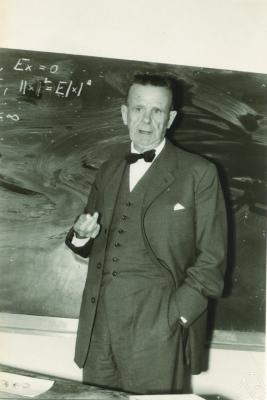
Professor Harald Cramér, troligen den mest inflytelserika svenska aktuarien.

En aktuarie är en tjänsteman med statistiska arbetsuppgifter främst anställda på försäkringsbolag.

## Ansvar
Aktuarier är vanligen anställda på försäkringsbolag för att modellera företagets finansiella position, till exempel solvens och lönsamhet. Aktuarier är ofta involverade inom alla områden som finansiell redovisning, produktutveckling, strategi och företagsledning. Försäkringsverksamhet bygger på riskhantering och kvantifiering av de underliggande riskerna, till exempel sannolikheten att en försäkringstagare avlider (livförsäkring) eller att ett försäkrat flygplan havererar (sakförsäkring). Aktuariers specialkompetens är att kombinera statistik och matematisk modellering med företagsekonomi. Detta gör det möjligt att hantera försäkringsbolags speciella risker. Svenska försäkringsföretag är reglerade av Finansinspektionen att ha minst en aktuarie anställd.

## Behörighet
Aktuarie är, till skillnad från exempelvis försäkringsmatematiker, en skyddad titel och att för att få använda den måste personen uppfylla de krav som är satta av Actuarial Association of Europe. I Sverige sker diplomeringen av aktuarier av Svenska Aktuarieföreningen, vilket även medför internationellt erkännande. Kraven för att bli diplomerad aktuarie i Sverige inkluderar bland annat en masterexamen i försäkringsmatematik från en svensk högskola, goda kunskaper i svenska och engelska samt tre års praktik relevant för aktuarieyrket. Matematiska institutionen vid Stockholms universitet erbjuder, som enda lärosätet i Sverige, ett masterprogram i försäkringsmatematik med målet att den studerande efter examen ska vara behörig för diplomering.
Inom anglosaxiska länder krävs certifiering från en oberoende förening (i Storbritannien Institute of Actuaries). Certifiering fås genom att klara olika prov inom aktuariell teori. Snittiden för att bli kvalificerad aktuarie är 5–7 år i Storbritannien (efter motsvarande kandidatexamen).

## Historia
Ordet aktuarie kommer från latinets āctuārius, vilket kan jämföras med acta som är synonymt med urkunder, dokument, handlingar. Före andra världskriget betecknade tjänstetiteln en offentlig tjänsteman med allmänna administrativa uppgifter, ungefär handläggare.